# Quận Shenandoah, Virginia
Quận Shenandoah là một quận thuộc tiểu bang Virginia, Hoa Kỳ.
Quận này được đặt tên theo Lord Dunmore và được đổi tên như hiện nay vào năm 1778. Theo điều tra dân số của Cục điều tra dân số Hoa Kỳ năm 2000, quận có dân số 35.075 người. Quận lỵ đóng ở Woodstock6. Quận được lập năm 1772.

## Địa lý
Theo Cục điều tra dân số Hoa Kỳ, quận có diện tích 1327 km2, trong đó có 1 km2 là diện tích mặt nước.

### Quận giáp ranh
- Quận Hardy, West Virginia - tây bắc
- Quận Frederick, Virginia - đông bắc
- Quận Warren, Virginia - đông
- Quận Page, Virginia - đông nam
- Quận Rockingham, Virginia - tây nam